# ويليام جاي ريس
ويليام جاي ريس (بالإنجليزية: William J. Reese)‏ هو مؤرخ أمريكي، ولد في 1951.